# Vapenrock m/1856

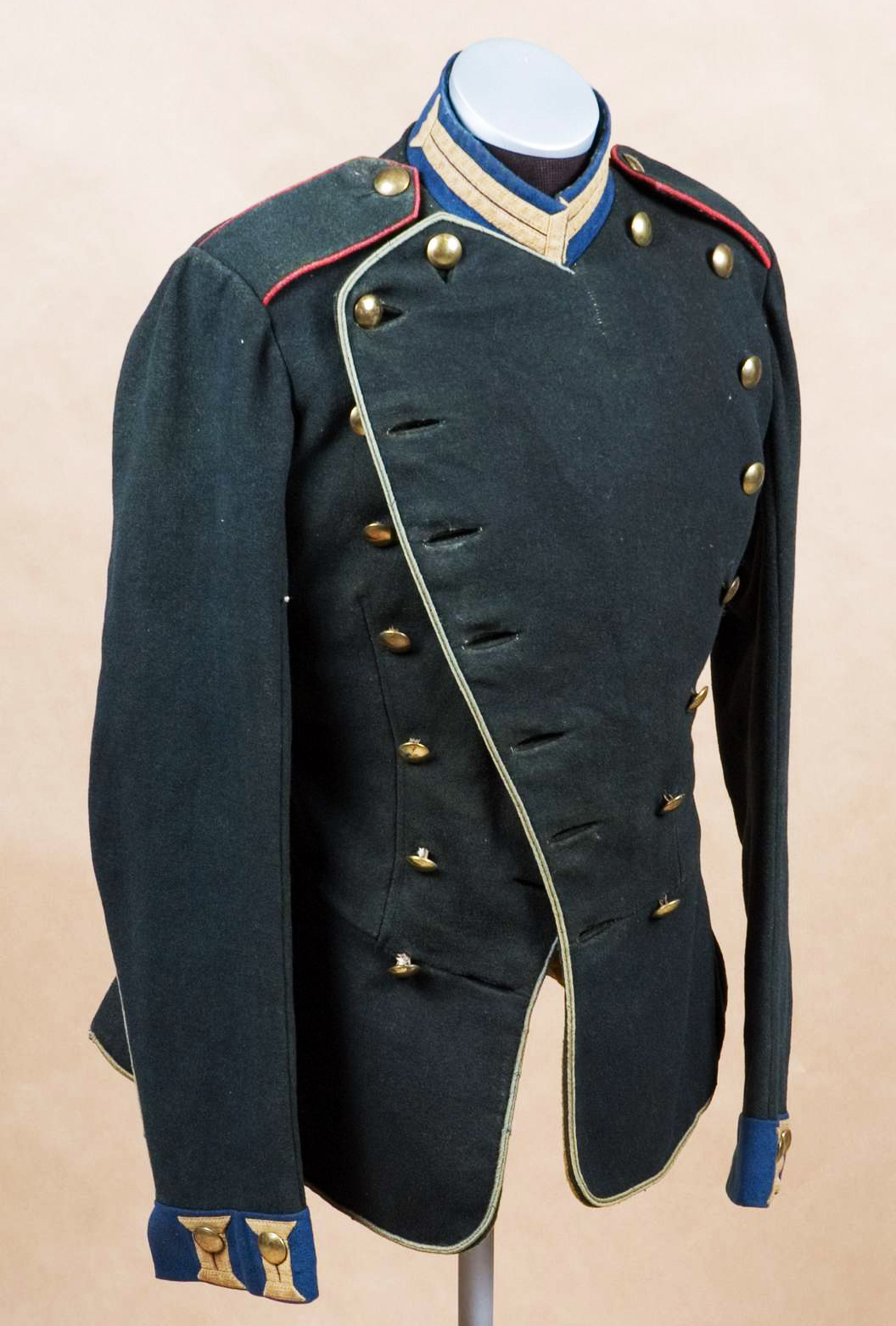
Vapenrock m/1856 för manskap vid Jämtlands hästjägarkår (K 8).

Vapenrock m/1856 var en vapenrock som användes inom försvarsmakten (dåvarande krigsmakten).

## Utseende
Denna vapenrock är av mörkgrönt kläde och har två knapprader om sex (för officerare sju) knappar vardera samt är försedd med en ståndkrage. Kragen samt ärmuppslagen är försedda med ett knapphål med en ljusblå galon.

## Användning
Denna uniform bars enbart av Jämtlands hästjägarkår (K 8). Denna vapenrock bygger på den för Livgardet till häst (K 1) framtagna vapenrock m/1852. 

## Fotografier

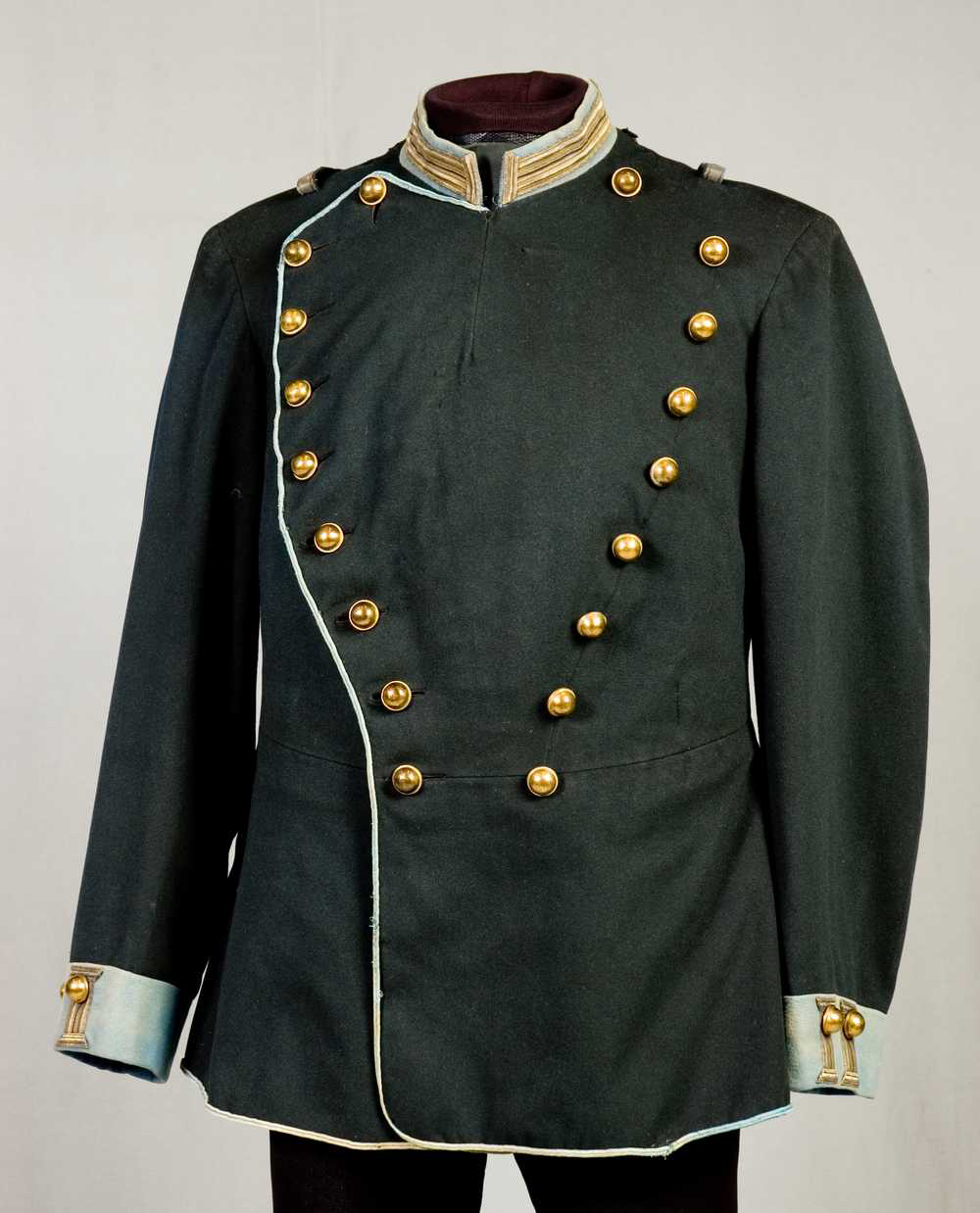
Vapenrock m/1856 för officer vid Jämtlands hästjägarkår (K 8).